# Пермакултура
Пермакултурата (на английски: permaculture, от permanent agriculture или permanent culture), понякога наричана на български и вечноделие (съкратено от вечно земеделие), е приложна наука за дизайн на човешки местообитания и продуктивни земеделски системи, наподобяващи максимално естествените.
Първото документирано съвременно практикуване на пермакултура, като систематизиран подход, е на австрийския фермер Сеп Холцер през 60-те години на XX век, но идеята е разработена научно от австралийците Бил Молисън и Дейвид Холмгрен с техните сътрудници през 1970-те. Молисън измисля и самия термин, като съкращение от permanent agriculture, но по-късно предпочита да говори за пермакултурата, като за „постоянна, вечна култура“ – permanent culture, като набляга на мнението си, че едно общество, може да съществува неограничено само ако се съобразява с природата и не я унищожава.
В България, „вечно земеделие“ е сравнително ново понятие, но тъй като тя е една от страните с изключително развито градинарство, може да се каже, че голяма част от принципите и методите на пермакултурата, се практикуват, макар не като самостоятелна дисциплина и стратегия за изграждане на цялостни системи, а като отделни, изолирани случаи. Все пак съществуват и изцяло вечноделски проекти, които целят разпространяването на пермакултурата.

## Същност, ценности, принципи
Пермакултурата е съвкупност от методи за устойчив дизайн на земята. Тя се основава на екологични и биологични принципи, като използва повтарящи се природни модели (образци), за да максимизира ползите и да минимизира усилията. Целта ѝ е да създаде устойчиви, продуктивни системи, които задоволяват човешките нужди и хармонично интегрират хората и земята. Взима предвид екологичните процеси на растенията и животните, техните хранителни цикли, климатичните фактори. Нуждите на обитателите от храна, енергия, подслон и инфраструктура се удовлетворяват от изпитани технологии. Елементите в системата се разглеждат заедно с взаимодействията помежду им, като продуктите на един елемент са ресурс за друг. В типична пермакултурна система работата е сведена до минимум, отпадъците са превърнати в ресурси, продуктивността и добивите са увеличени и околната среда е възстановена. Пермакултурните принципи могат да бъдат прилагани във всякаква среда и мащаб – от градски жилищни комплекси до селски къщи, от малки ферми до големи региони. Самите основни принципи на пермакултурата са:
- Относително разположение: всеки елемент (къща, изкуствен водоем, път и т.н.) се разполага спрямо другите елементи по такъв начин така, че при взаимодействие един с друг ползата да е максимална.
- Всеки елемент осъществява множество функции.
- Всяка функция се осъществява за сметка на много елементи.
- Ефективно енергийно планиране.
- Преимуществено използване на възобновяеми ресурси вместо изкопаеми горива.
- Преработка на енергията намясто.
- Използване и активизация на механизмите за естествена смяна на видовете с цел подобряване на почвите и другите условия.
- Използване на разнообразие от видове, за да може системата да бъде по-продуктивна и по-издръжлива на неблагоприятни явления.
- Използване на границите и природните форми за осигуряване на максимален ефект.

Това което разделя пермакултурата от останалите подходи за (природосъобразно) развитие, е че тя е не само модел или техника, а разбираем, научен подход за дизайн на човешки местообитания. Всеки обект – дом, училище, клиника, бизнес, ферма, село – има уникален набор от елементи на дизайна. Но докато към всеки обект се подхожда по уникален и съобразен с неговите елементи начин, пермакултурният дизайн е винаги базиран на 3 основни ценности или принципи („Пермакултурна етика“):
1. Грижа за земята – Грижата за всички живи системи трябва да продължи и да се увеличи.
2. Грижа за хората – Осигуряване на достъп до всички ресурси нужни за човешкото съществуване.
3. Ограничаване на границите за популация и консумиране – Урегулиране на човешките нужди, съобразно нуждата от заделяне на ресурси за осъществяване на горните принципи.

## Български пермакултурни проекти
- „Засей ме“
- „Пермакултурна Асоциация на България“
- „Тринога“
- „Без мотика“